# イーグル・レコード
イーグル・レコード（Eagle Records）は、ユニバーサル ミュージック グループとEagle Rock Entertainmentの一部門であるイングランドのレコードレーベルである 。
イギリスではレーベルのマネージング・ディレクターをヴァン・ヘイレンの元マネージャーであったリンゼイ・ブラウンが務めており、アメリカでは元CMCインターナショナル・レコードのマイク・カーデンが務めている。

## アーティスト
- ゲイリー・ムーア (Gary Moore)
- エイジア (Asia)
- ディープ・パープル (Deep Purple)
- ウィリー・デヴィル (Willy DeVille)
- エマーソン・レイク・アンド・パーマー (Emerson, Lake & Palmer)
- ハート (Heart) ※英国
- ジョン・リー・フッカー (John Lee Hooker)
- レヴェラーズ (The Levellers)
- ジョン・メイオール (John Mayall)
- ジェスロ・タル (Jethro Tull)
- マイケル・ネスミス (Michael Nesmith)
- ナザレス (Nazareth)
- テッド・ニュージェント (Ted Nugent)
- サンダー (Thunder)
- ハンク・ヴァン・シックル (Hank Van Sickle)
- パンジャービーMC (PMC)
- イエス (Yes)
- ハード・レイン (Hard Rain)
- ローリング・ストーンズ (The Rolling Stones)[2]
- クイーン (Queen)[2]
- ザ・フー (The Who)[2]

## 過去に在籍したアーティスト
- アリス・クーパー (Alice Cooper)
- キャンディ・ダルファー (Candy Dulfer)
- ザ・フォール (The Fall)
- ゲイリー・グリッター (Gary Glitter)
- ジェフ・ヒーリー (Jeff Healey)
- ニック・カーショウ (Nik Kershaw)
- ロバート・パーマー (Robert Palmer)
- ピンギー (Pingy)
- プリテンダーズ (The Pretenders)
- シンプル・マインズ (Simple Minds)
- スティクス (Styx)
- ステイタス・クォー (Status Quo)
- ユーライア・ヒープ (Uriah Heep)
- バリー・ホワイト (Barry White)
- ゲイリー・ニューマン (Gary Numan)
- ローランド・オーザバル (Roland Orzabal)
- ヴィクセン (Vixen)